# Mehdi Bouloussa
Mehdi Bouloussa est un pongiste franco-algérien né le 15 mai 1995.

## Biographie
Joueur formé au club de Saint-Denis Tennis de table 93, il dispute le championnat de France Pro A, mais défend les couleurs de l'Algérie dans les compétitions internationales.

## Palmarès
- Médaillé d'or par équipe hommes aux Jeux panarabes de 2023 à Tipaza
- Médaillé d'argent en simple hommes aux Jeux panarabes de 2023 à Tipaza
- Médaille d'or en double messieurs aux Jeux africains de 2023 à Accra
- Médaille de bronze par équipes messieurs aux Jeux africains de 2023 à Accra.
- Médaille de bronze par équipes messieurs aux Championnats d'Afrique de tennis de table 2023 à Radès.